# Syllides floridanus
Syllides floridanus är en ringmaskart som beskrevs av Thomas H. Perkins 1981. Syllides floridanus ingår i släktet Syllides och familjen Syllidae.
Artens utbredningsområde är Mexikanska golfen. Inga underarter finns listade i Catalogue of Life.